# 当麻高庭
当麻 高庭（たいま の たかにわ、生没年不詳）は、奈良時代の貴族。姓は真人。官位は従五位下・鼓吹正。

## 経歴
淳仁朝においては、天皇の生母である当麻山背を出し、天皇の近親の一族であった。天平宝字5年（761年）従五位下に叙爵し、天平宝字7年（762年）鼓吹正に任じられる。天平宝字8年（764年）に発生した藤原仲麻呂の乱では仲麻呂側に味方し、乱後に官位を剥奪されたとみられる。
光仁朝の宝亀5年（774年）本位の従五位下に復した。

## 官歴
『続日本紀』による。
- 時期不詳：正六位上
- 天平宝字5年（761年） 正月2日：従五位下
- 天平宝字7年（763年） 4月14日：鼓吹正
- 天平宝字8年（764年） 9月：官位剥奪か?
- 宝亀5年（774年） 5月2日：復本位（従五位下）